# Chromogobius britoi
Chromogobius britoi és una espècie de peix de la família dels gòbids i de l'ordre dels perciformes.

## Morfologia
- Els mascles poden assolir 3,4 cm de longitud total i les femelles 2,52.
- Nombre de vèrtebres: 27.[1][2]

## Hàbitat
És un peix marí, de clima tropical i demersal que viu entre 6-65 m de fondària.

## Distribució geogràfica
Es troba a l'Atlàntic oriental: Madeira i les Illes Canàries.

## Observacions
És inofensiu per als humans.